# Dragaljevac Gornji
Dragaljevac Gornji (cyr. Драгаљевац Горњи) – wieś w Bośni i Hercegowinie, w Republice Serbskiej, w mieście Bijeljina. W 2013 roku liczyła 418 mieszkańców.